# Palmer Lake
Palmer Lake é uma vila  localizada no estado americano do Colorado, no Condado de El Paso.

## Demografia
Segundo o censo americano de 2000, a sua população era de 2179 habitantes.
Em 2006, foi estimada uma população de 2292, um aumento de 113 (5.2%).

## Geografia
De acordo com o United States Census Bureau tem uma área de 8,0 km², dos quais 7,9 km² cobertos por terra e 0,1 km² cobertos por água. Palmer Lake localiza-se a aproximadamente 2224 m acima do nível do mar.

## Localidades na vizinhança
O diagrama seguinte representa as localidades num raio de 24 km ao redor de Palmer Lake.